# Mnesipenthe thisbe
Mnesipenthe thisbe är en fjärilsart som beskrevs av Louis Beethoven Prout 1916. Mnesipenthe thisbe ingår i släktet Mnesipenthe och familjen mätare. Inga underarter finns listade i Catalogue of Life.